# Kenneth Maddocks

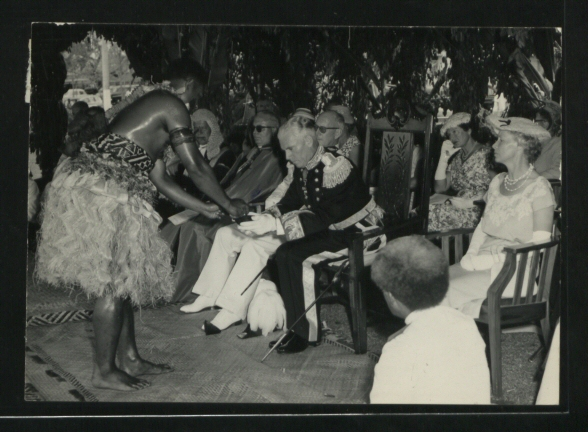
Sir Kenneth Maddocks während einer traditionellen Empfangszeremonie auf Fidschi (1958)

Sir Kenneth Phipson Maddocks, KCMG, KCVO (* 8. Februar 1907 in Haywards Heath, Sussex, England; † 28. August 2001 in Aldeburgh, Suffolk, England) war ein britischer Kolonialbeamter, der unter anderem zwischen 1958 und 1963 Gouverneur von Fidschi war.

## Leben
Kenneth Phipson Maddocks, Sohn von Arthur P. Maddocks, begann nach dem Besuch der 1553 gegründeten Bromsgrove School ein Physikstudium am Wadham College der University of Oxford. Er trat 1929 in den kolonialen Verwaltungsdienst (Colonial Administrative Service) ein. Nach zahlreichen Verwendungen in den folgenden Jahrzehnten wurde er für seine langjährigen Verdienste 1956 zum Companion des Order of St Michael and St George (CMG) ernannt. Im Rahmen der sogenannten „Birthday Honours“ wurde am 12. Juni 1958 als Knight Commander des Order of St Michael and St George (KCMG) geadelt, so dass er fortan das Prädikat „Sir“ führte.
Am 28. Oktober 1958 wurde Sir Kenneth Maddocks Nachfolger von Sir Ronald Herbert Garvey als Gouverneur von Fidschi. Er bekleidete das Amt bis zum 6. Januar 1964 und wurde daraufhin von Sir Derek Jakeway abgelöst. Als Gouverneur war er kraft Amtes auch Oberkommandierender der Streitkräfte Fidschis. Am 3. Februar 1963 wurde er des Weiteren Knight Commander des Royal Victorian Order (KCVO). 
In erster Ehe war er von 1951 bis zu deren Tode 1976 mit Elnor Radcliffe Russell, CStJ verheiratet. 1980 heiratete er in zweiter Ehe Patricia Mooring, die Witwe des Kolonialbeamten Sir George Mooring.

## Veröffentlichungen
- Bush Life in Nigeria, 1978
- Of No Fixed Abode, 1988